# Vai e Vem (programa de televisão)
Vai e Vem é um programa de entrevistas exibido no canal por assinatura GNT entre 26 de março e 10 de setembro de 2010.
Apresentado por Preta Gil, o tema principal é o sexo. Mostra o dia a dia em que o sexo aparece. A cada programa, havia um convidado. O cenário é um elevador que desce e sobe. O programa foi exibido semanalmente sexta-feira.
O programa contou com João Gabriel Vasconcellos como repórter e durou apenas uma temporada de treze episódios.

## Convidados
- Bruno Gagliasso
- Vagner Love
- Mariana Weickert
- André Marques
- Pedro Bial
- Marcelo Falcão
- Caio Blat
- Fernanda Paes Leme
- Dudu Nobre
- Ingrid Guimarães
- Juliana Paes